# Głuszynko
Głuszynko is een plaats in het Poolse district  Słupski, woiwodschap Pommeren. De plaats maakt deel uit van de gemeente Potęgowo en telt 250 inwoners.